# Xã Nordmore, Quận Foster, Bắc Dakota
Xã Nordmore (tiếng Anh: Nordmore Township) là một xã thuộc quận Foster, tiểu bang Bắc Dakota, Hoa Kỳ. Năm 2010, dân số của xã này là 65 người.